# Microgryllus pallipes
Microgryllus pallipes är en insektsart som först beskrevs av Philippi 1863.  Microgryllus pallipes ingår i släktet Microgryllus och familjen Mogoplistidae. Inga underarter finns listade i Catalogue of Life.